# 청년아, 울더라도 뿌려야 한다
《청년아, 울더라도 뿌려야 한다》는 홍성사에서 출판한 청년설교집이다. 저자는 대한예수교장로회(통합)성직자인 이재철 목사이며, 주님의 교회에서 목회할 때 청년들에게 설교한 내용을 책으로 묶었다.

## 차례
- 책머리에
- 하나님의 플러스 알파 ＋α
- 믿음이 시작하는 곳
- 울더라도 뿌려야
- 크리스천과 문화
- 크리스천과 직업
- 크리스천과 비전
- 크리스천과 신앙
- 크리스천과 물질
- 크리스천과 애국
- 크리스천과 역사
- 크리스천과 고난
- 크리스천과 부활
- 크리스천과 의
- 크리스천과 용기
- 크리스천과 효도
- 크리스천과 선택
- 크리스천과 경건
- 크리스천과 은혜
- 크리스천과 영감
- 새 역사의 막은 언제 오르나?